# George Cornet

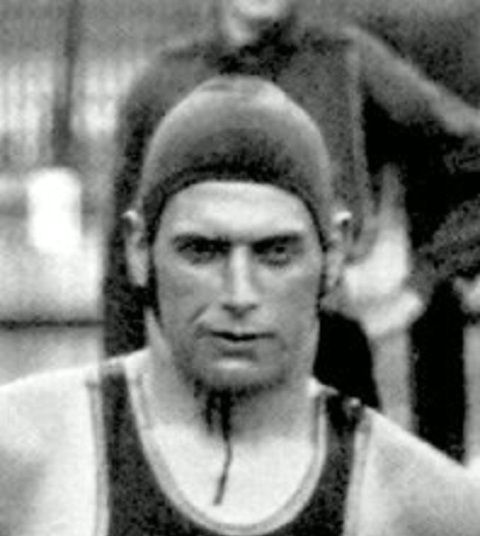
George Cornet (1912) – britischer Wasserballspieler

George Thomson Cornet (* 15. Juli 1877 in Inverness, Schottland; † 22. November 1952 in Liverpool) war ein britischer Wasserballspieler.
Cornet war im britischen Verein Inverness Swim Club aktiv, der im Jahr 1909 die britischen Wasserballmeisterschaften gewinnen konnte und die Finals vier weiterer Turniere erreichte. Zwischen 1897 und 1912 spielte er 17 Mal für die Nationalmannschaft. Bei den Olympischen Spielen 1908 in London und den Spielen 1912 in Stockholm gewann er jeweils mit der britischen Nationalmannschaft die Goldmedaille.
Cornet war privat für eine Bahngesellschaft tätig und betätigte sich in seiner Heimat Inverness auch in zahlreichen anderen Sportarten. So spielte er Fußball und Cricket und übte auch Sportarten der Leichtathletik aus.
2007 wurde George Cornet in die Scottish Sports Hall of Fame aufgenommen.